# Distretto di Jinjiang
Il distretto di Jinjiang (锦江区S, Jǐnjiāng QūP) è un distretto della Cina, situato nella provincia di Sichuan e amministrato dalla città sub-provinciale di Chengdu.